# بتزی میشل
بتزی میشل (به انگلیسی: Betsy Mitchell) (زادهٔ ۱۵ ژانویهٔ ۱۹۶۶) شناگر اهل ایالات متحده آمریکا است.